# Август Матіас Гаґен
Август Матіас Гаґен (ест. August Matthias Hagen, нар. 23 лютого 1794 Венден, Російська імперія — пом. 2 грудня 1878, Дерпт, Російська імперія) — балтійсько-німецький хужожник та графік, який спеціалізувався в написанні пейзажів.

## Біографія

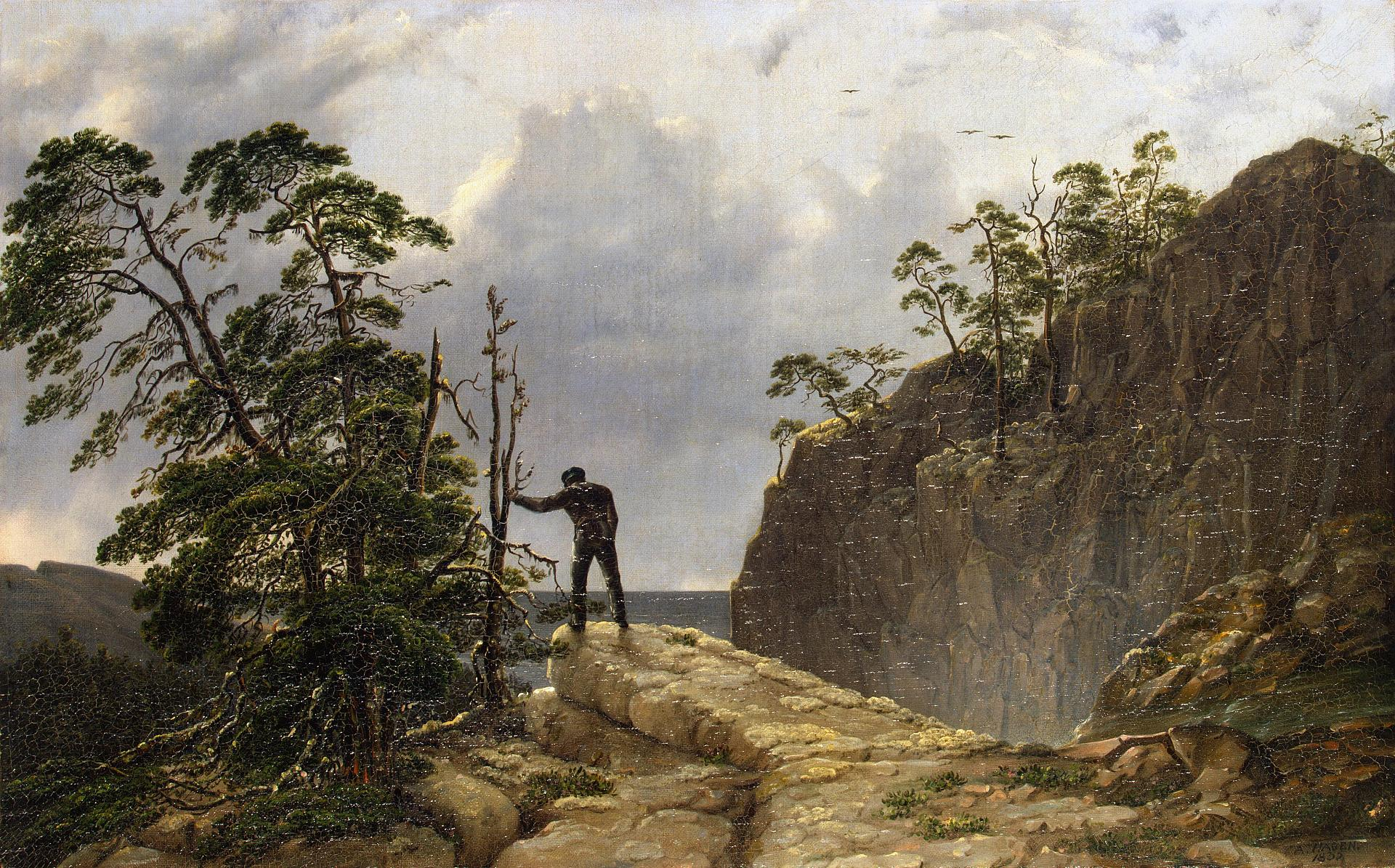
Гори (1835)

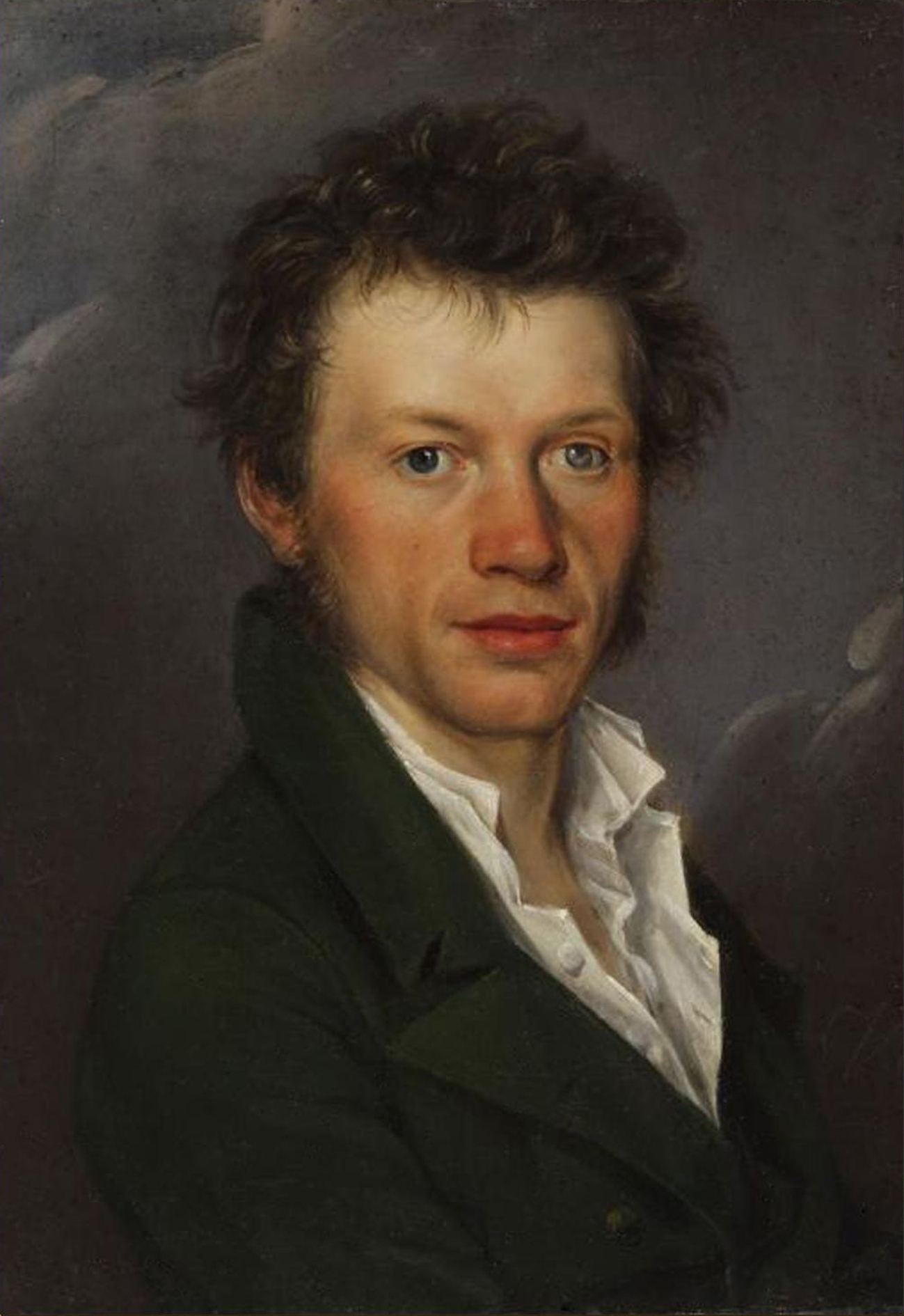
Гаґен (1810-і рр.)

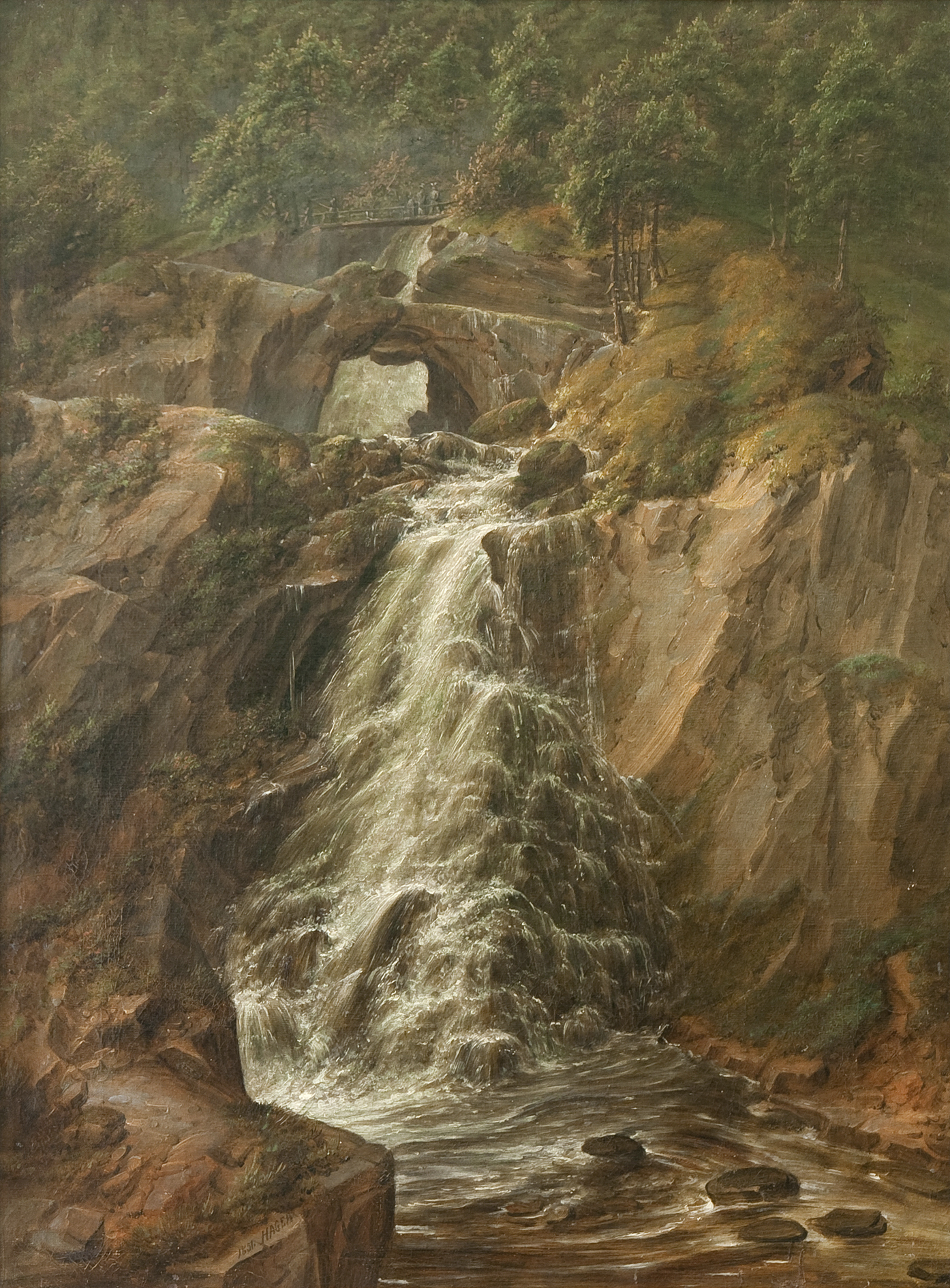
Водоспад біля Зальцбурга (1830-і)

Народився в родині мельника. Батьки планували, щоб він став столяром, однак після відвідин школи він почав провляти свої художні таланти. В дитинстві він переніс хворобу, через яку майже втратив зір на одне око, що однак, не завадило йому в майбутній професії художника. В 1810 році за рекомендацією місцевого дворянина, Гаґен влаштовується в підмайстри до художника в Дерпті. Проте багато йому не вдалось вивчити, так як йому давали в основному ручну роботу, замість навчання. Наступного року він почав працювати в майстерні Карла Августа Зенффа, який його викладав малювання та гравіювання в місцевому університеті.
1820 року за порадою Зенффа переїхав до Німеччини відточувати свою майстерність. В цей час він подорожував та відвідав багато міст, серед яких Любек, Берлін, Дрезден, Прага, Відень, а також Швейцарію та Італію, принагідно занотовуючи побачене в щоденник та малюючи ескізи.
Через чотири роки після одруження в Пассау, він повернувся в Дерпт, де почав працювати вчителем малювання у хлопчачій школі. Його найкращі роботи були зроблені саме в цей період. З 1829 по 1832 рік викладав малювання в дівочій школі. Опісля знову подорожував та малював пейзажі Естонії та Фінської затоки.
1837 року після успішної виставки в Санкт-Петербурзі, Петербурзька академія мистецтв присвоїла йому звання «вільного художника». Наступного року, після смерті свого вчителя Зенффа, він зайняв його посаду професора малювання Дерптського університету, на якій працював до 1851 року, коли у нього погіршилась ситуація із зором. Через три роки він остаточно перестав займатися малюванням. 